# Erídan

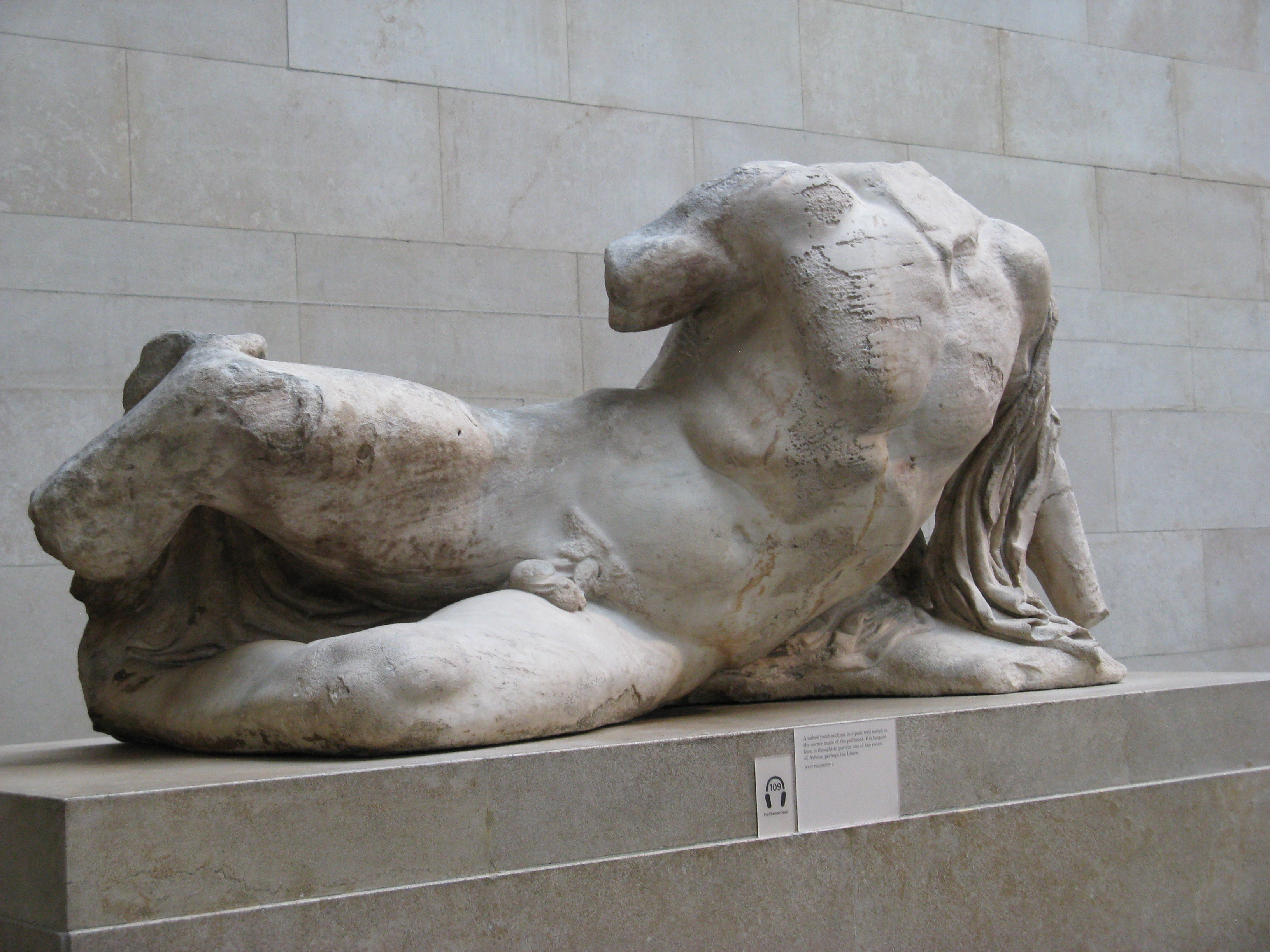
Figura d'Erídan, del fris del Partenó. Museu Britànic

Segons la mitologia grega, Erídan (en grec antic: Ἠριδᾰνός, 'Eridanos'), va ser un déu fluvial, fill d'Oceà i de Tetis.
Les tradicions sobre la seva situació exacta varien segons els autors. Generalment se'l considera un riu d'Occident. És present al mite d'Hèracles, quan l'heroi pregunta a les nimfes del riu el camí per anar al Jardí de les Hespèrides. Té també un paper en el viatge dels argonautes, ja que per les seves aigües la nau Argo navega fins al país dels celtes i arriba a l'Adriàtic. Faetont, fill d'Helios va caure a les seves aigües quan va ser fulminat pels llamps de Zeus.
Quan la geografia es va fent més precisa, se l'identifica amb el Po, però també alguna vegada amb el Roine.